# František Sixta
František Sixta (20. září 1913 Česká Třebová – 17. dubna 1941 Kelpen-Oler) byl český pilot 311. československé bombardovací perutě a oběť druhé světové války.

## Život

### Před druhou světovou válkou
František Sixta se narodil 20. září 1913 na Křibu v České Třebové v rodině železničního zaměstnance Antonína Sixty a jeho ženy Marie. Vystudoval strojírenskou průmyslovou školu v Praze, ale ve svém oboru nenašel uplatnění. Stal se vojákem z povolání a sloužil u dělostřelectva, později se přeškolil na pilota bombardéru. Létal na strojích Aero MB-200 a sloužil u Leteckého pluku 5. Mezi lety 1935 a 1937 studoval na Vojenské akademii v Hranicích. Dosáhl hodnosti poručíka.

### Druhá světová válka
Po německé okupaci v březnu 1939 vstoupil František Kráčmer do protinacistického odboje. Byl dalšími odbojáři upozorněn na připravované zatčení gestapem a proto urychleně společně s dalšími českotřebovskými letci Františkem Kráčmerem a Antonínem Plockem opustil ilegálně Protektorát Čechy a Morava a to za pomoci českotřebovské odbojové organizace okolo poštmistra Karla Votroubka. Přes Polsko se přesunul do Francie. Zde byl zařazen do armádního letectva, přeškolil se na francouzskou leteckou techniku a sám se stal leteckým instruktorem. Sloužil u jednotky GBA II/54. Po pádu Francie se v červnu 1940 evakuoval přes Alžír do Spojeného království. Zde vstoupil do Royal Air Force a po výcviku zařazen k 311. československé bombardovací peruti. Operační službu zahájil jako druhý pilot, následně se stal kapitánem vlastního letounu, ve kterém absolvoval sedm operačních letů. Při posledním byl jeho stroj poškozen a na další misi neměl se svou kmenovou posádkou letět. Dne 17. dubna 1941 ale zaskočil na pozici druhého pilota v posádce Františka Kráčmery. Jejich stroj Vickers Wellington Mk.IC R1599 KX-J během návratu z bombardování Kolína nad Rýnem zachycen světlomety a následně sestřelen německým leteckým esem Wernerem Streibem létajícím na Messerschmittu Bf 110. Letoun se zřítil tři kilometry od nizozemské obce Kelpen, nikdo z posádky nepřežil. František Sixta byl společně s ostatními pohřben ve Venlo, později byly ostatky přeneseny na válečný hřbitov Jonkerbos v Nijmegenu. Dosáhl hodnosti nadporučíka.

## Posmrtná ocenění
- Františku Sixtovi byl in memoriam udělen Československý válečný kříž 1939 a Československá medaile Za chrabrost před nepřítelem
- František Sixta byl in memoriam povýšen do hodnosti plukovníka